# Bácsbokod
Bácsbokod (alemán: Wikitsch) es un pueblo mayor húngaro del distrito de Bácsalmás en el condado de Bács-Kiskun, con una población en 2013 de 2656 habitantes.
Se conoce su existencia desde la Edad Media, originalmente bajo el nombre de "Bököd". Tras la batalla de Mohács, los serbios se asentaron aquí a lo largo del siglo XVI en lugar de la población originaria, cambiando el nombre a "Bikity". Los serbios se mudaron a finales de ese siglo a Estrigonia y el lugar pasó a ser la finca de "Békés".
Se encuentra ubicado a medio camino entre Bácsalmás y Baja.